# Saxo Bank (bank)
Saxo Bank is een beleggingsbank in Denemarken en maakt onderdeel uit van de Saxo Bank Group. De naam Saxo refereert aan Saxo Grammaticus, een Deense middeleeuwse geleerde.

## Activiteiten
Saxo Bank faciliteert het doen van financiële transacties op effectenbeurzen. Het is actief in 15 landen en heeft zo'n 0,9  miljoen klanten die in 2022 in totaal 64 miljoen transacties hebben verricht. De inkomsten van de bank bestaan voornamelijk uit transactievergoedingen en het saldo van rente-inkomsten en rentekosten. Personeel is de grootste kostenpost.

### Eigenaren
In september 2018 kocht de Chinese autofabrikant Zhejiang Geely Holding Group een aandelenbelang van 52% in Saxo Bank. Geely wil diversificeren en ziet grote kansen in de financiële sector.
Eind 2022 had Geely Financials Denmark A/S, een dochteronderneming van de Zhejiang Geely, 49,9% van de aandelen in handen. Mede-oprichter en CEO van Saxo Bank Kim Fournais had een aandelenbelang van 28,1% en Sampo Plc een belang van 19,8%. De resterende aandelen zijn in het bezit van kleine aandeelhouders en een aantal huidige en voormalige medewerkers van de Bank.
In september 2022 werd overwogen om Saxo Bank naar de beurs te brengen via een Special Purpose Acquisition Company (SPAC). De bank sprak over een samenvoeging met Disruptive Capital Acquisition Company, dat al noteerde op Euronext Amsterdam, maar dit plan is niet gerealiseerd. In juli 2024 maakten de aandeelhouders van Saxo Bank bekend dat ze de hulp van Goldman Sachs hadden gevraagd om nieuwe eigenaars voor de bank te zoeken.

## Geschiedenis
In 1992 is de bank opgericht met de naam Midas. De naam werd veranderd in Saxo toen het bedrijf in 2001 een banklicentie kreeg. Het is niet beursgenoteerd en de oprichters Kim Fournais en Lars Seier Christensen hebben samen een meerderheidsbelang. Inmiddels heeft de bank vestigingen in 16 landen waaronder ook in Nederland. 
Medio december 2018 heeft Saxo Bank een overnamebod van 428 miljoen euro gedaan op BinckBank. In augustus 2019 is deze overname afgerond. In 2022 ondernam Saxo een beursnotering door te fuseren met een lege SPAC. Deze fusie werd stopgezet omdat marktomstandigheden op dat moment niet gunstig waren.
In 2024 heeft Saxo zichzelf in de etalage gezet voor een mogelijk verkoop aan een andere speler. Wat eventuele overnemers kan afschrikken, is dat de bank de voorbije jaren in het vizier van toezichthouders lag. Begin dit jaar nog verplichtte de Deense beurswaakhond Saxo via enkele dwangbevelen om zijn antiwitwasprocedures te verbeteren.

## Trivia
De bank was van 2008 tot 2016 sponsor van wielerploeg Team Saxo-Tinkoff. De onderneming is sinds 2014 een actieve sponsor in de Formule 1.